# Sonet 42 (William Szekspir)

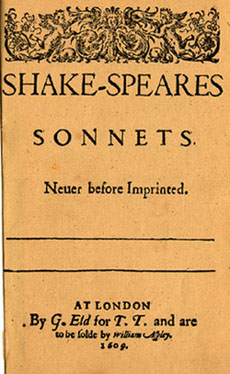
Strona tytułowa pierwszego wydania sonetów Shakespeare’a

Sonet 42 (Że masz ją, mały ból jedynie rodzi) – jeden z cyklu sonetów autorstwa Williama Shakespeare’a. Po raz pierwszy został opublikowany w 1609 roku.

## Treść
W sonecie tym podmiot liryczny, który przez niektórych badaczy jest utożsamiany z autorem, próbuje znaleźć usprawiedliwienie dla zdrady tajemniczego młodzieńca.